# Route nationale 310
Die Route nationale 310, kurz N 310 oder RN 310, war eine französische Nationalstraße.

## Geschichte
Die Straße wurde 1933 zwischen der Abfahrt Porte de Clichy am heutigen Boulevard périphérique und einer Straßenkreuzung mit der Nationalstraße 14 in Epinay festgelegt. 1993 erfolgte die Abstufung bis auf den Abschnitt im Département Seine-Saint-Denis. Dieser wurde 2006 abgestuft.

## Seitenäste

### N 310a
Die Route nationale 310A, kurz N 310A oder RN 310A, war ab 1933 ein Seitenast der N 310, der mit ihr am Porte de Clichy begann und nach Saint-Denis führte. 1978 wurde sie in die Nationalstraße 410 umgewidmet. Der Abschnitt zwischen der N1 und N14 war bis 1933 Teil der RD12, zwischen der N14 und dem Rathaus von Saint-Ouen Teil der RD11 und das Stück weiter bis zur N310 die Gc16.